# Prozessgenerierte Daten
Prozessgenerierte oder Prozessproduzierte Daten sind Daten, die in (normalerweise institutionalisierten, geregelten) sozialen Prozessen, insbesondere Verwaltungsvorgängen, erzeugt werden und von Sozialwissenschaftlern für die Untersuchung ebendieser Vorgänge oder von Teilaspekten derselben benutzt werden können. Prozessproduzierte Daten entstehen wegen des für moderne Institutionen wesentlichen Prinzips der Aktenmäßigkeit der Verwaltung (auch wenn die Akten heute teilweise in elektronischer Form geführt werden). Wesentlich ist also, dass die Daten ursprünglich nicht für die sozialwissenschaftliche Analyse generiert wurden.
Prozessproduzierte Daten gehören demnach zu den Nichtreaktiven Messverfahren. Aus dem gleichen Grund ist ihre Verwendbarkeit für die sozialwissenschaftliche Analyse oftmals beschränkt, weil für solche Zwecke relevante Informationen unter Umständen fehlen.
Das in der deutschsprachigen Sozialforschung der letzten Jahrzehnte wohl bekannteste Beispiel sind die Bremer Untersuchungen zur Dauer von Sozialhilfebezug. Hier wurden Akten der Bremer Sozialverwaltung verwendet, um anhand ihrer Aussagen über die Auslöser des Sozialhilfebezugs, dessen Dauer sowie die Ereignisse, die zu dessen Beendigung führten, zu gewinnen (zur Kritik an der Aussagekraft der Daten Ludwig-Mayerhofer 1994). Eine wichtige Rolle in der Arbeitsmarktforschung spielen heute auch die Daten aus der Bundesagentur für Arbeit, die zumeist über das Forschungsdatenzentrum (FDZ) des IAB für Forschungszwecke zugänglich gemacht werden. Auch rechtssoziologische Untersuchungen stützen sich oft auf prozessproduzierte Daten, um gerichtliche und andere Verfahren zu analysieren.